# Zhuang de Guibian
Pour les articles homonymes, voir Zhuang.
Le zhuang de Guibian est une langue taï-kadaï, de la branche taï, parlée en Chine, dans la province autonome zhuang du Guangxi, ainsi qu'au Yunnan par une partie des Zhuang.

## Localisation géographique
Le zhuang de Guibian est parlé dans  le Guangxi, dans le xian de Fengshan rattaché à la ville-préfecture de Hechi, dans les xian de Lingyun, Tianlin et Longlin qui sont tous trois sous la juridiction de la ville-préfecture de Baise. Il est également parlé dans le Yunnan, dans le nord du xian de Guangnan qui fait partie de la préfecture autonome zhuang et miao de Wenshan.

## Classification interne
Le zhuang de Guibian est un des parlers zhuang du Nord. Cela le rattache aux langues taï du Nord, un des groupes des langues taï, qui font partie de la famille de langues taï-kadaï.

## Sources
- (en) Zhang Yuansheng, Wei Xingyun, 1997, Regional Variations and Vernaculars in Zhuang, dans Jerold A. Edmondson, David B. Solnit (éditeurs), Comparative Kadai. The Tai Branch, pp. 77–95, SIL International and the University of Texas at Arlington Publications in Linguistics, vol. 124, Arlington, Summer Institute of Linguistics et The University of Texas at Arlington  (ISBN 1-55671-005-4)
- (en + zh) Sumittra Suraratdecha, Jerold A. Edmondson, Somsonge Burusphat, Qin Xiaohang, 2006, Northern Zhuang-Chinese-Thai-English Dictionary, Sayala, Institute of Language and Culture for Rural Development, Mahidol University  (ISBN 978-974-11-0687-5)